# مدار هیدرولیک

نقشه یک مدار هیدرولیک

مدار هیدرولیک (به انگلیسی: Hydraulic circuit) مداری است با کارکردی مشابه مدار الکتریکی با این تفاوت که به جای جریان الکتریکی، جریان سیال در آن هست و توسط تجهیزات هیدرولیک کنترل می‌شود.

## یادکرد منابع
1. ↑  Dictionary of Engineering,  279. → hydraulic circuit